# Camp de concentration d'Oranienbourg-Sachsenhausen
Pour les articles homonymes, voir Sachsenhausen.
Le camp de concentration d'Oranienbourg-Sachsenhausen, (en allemand Konzentrationslager Sachsenhausen, KZ Sachsenhausen ou encore KL Sachsenhausen), est un camp de concentration nazi implanté en 1936 à Oranienbourg, ville située à 30 km au nord de Berlin.  
Il a plusieurs objectifs : être un camp modèle, dont même l'architecture doit montrer la suprématie de l'idéologie nazie ; former les futurs chefs de camp (Rudolf Höss y fait ses classes avant de prendre la tête du complexe d'Auschwitz) ainsi que les SS responsables des camps de concentration (SS-Totenkopfverbände) ; accueillir le siège de l'Inspection des camps de concentration (IKL).  
À son apogée, le complexe de Sachsenhausen compte près d'une centaine de camps extérieurs et de Kommandos. Il est libéré par l'Armée rouge en avril 1945. On estime que 200 000 personnes y ont été internées de 1936 à 1945, et que 84 000 y sont mortes. En août 1941, un massacre de masse y a lieu avec l'exécution de plus de 13 000 soldats soviétiques, prisonniers de guerre.  
Il est aujourd'hui aménagé en un musée-mémorial, avec dix espaces d'expositions permanentes qui présentent chacune un aspect majeur de l'histoire du camp. 
C'est probablement le seul camp de concentration que les prisonniers ont baptisé d'un diminutif : « Sachso ».

## Histoire du camp

### Contexte
Avant l'ouverture du camp de concentration de Sachsenhausen en 1936, Oranienbourg, ville de la grande banlieue de Berlin, a déjà accueilli un camp de concentration : en mars 1933, dans une brasserie désaffectée, est ouvert l'un des premiers camps dans lesquels les nazis récemment arrivés au pouvoir enferment leurs opposants politiques. Sous commandement de la S.A., il est fermé en 1935. Un an plus tard, à Sachsenhausen, un quartier de la ville d'Oranienbourg, commence la construction d'un nouveau camp, beaucoup plus grand, cette fois sous commandement S.S. et avec le but affiché de réaliser un « camp modèle » : Theodor Eicke, commandant du camp de concentration de Dachau et inspecteur des camps de concentration, pense initialement agrandir « son » camp. Néanmoins, l'inspection des camps de concentration (IKL) se trouve à Berlin et nécessite d'avoir un camp de concentration à proximité. Eicke ordonne alors, dans une lettre du 18 juin 1936, que certaines forêts domaniales d'Oranienbourg soient mises à disposition « en vue de l'installation d'un camp de concentration »,. Les travaux débutent à l'été 1936, alors que les Jeux Olympiques réunissent à Berlin, capitale du Reich, les délégations de 49 nations.

### Architecture spéciale pour un camp modèle

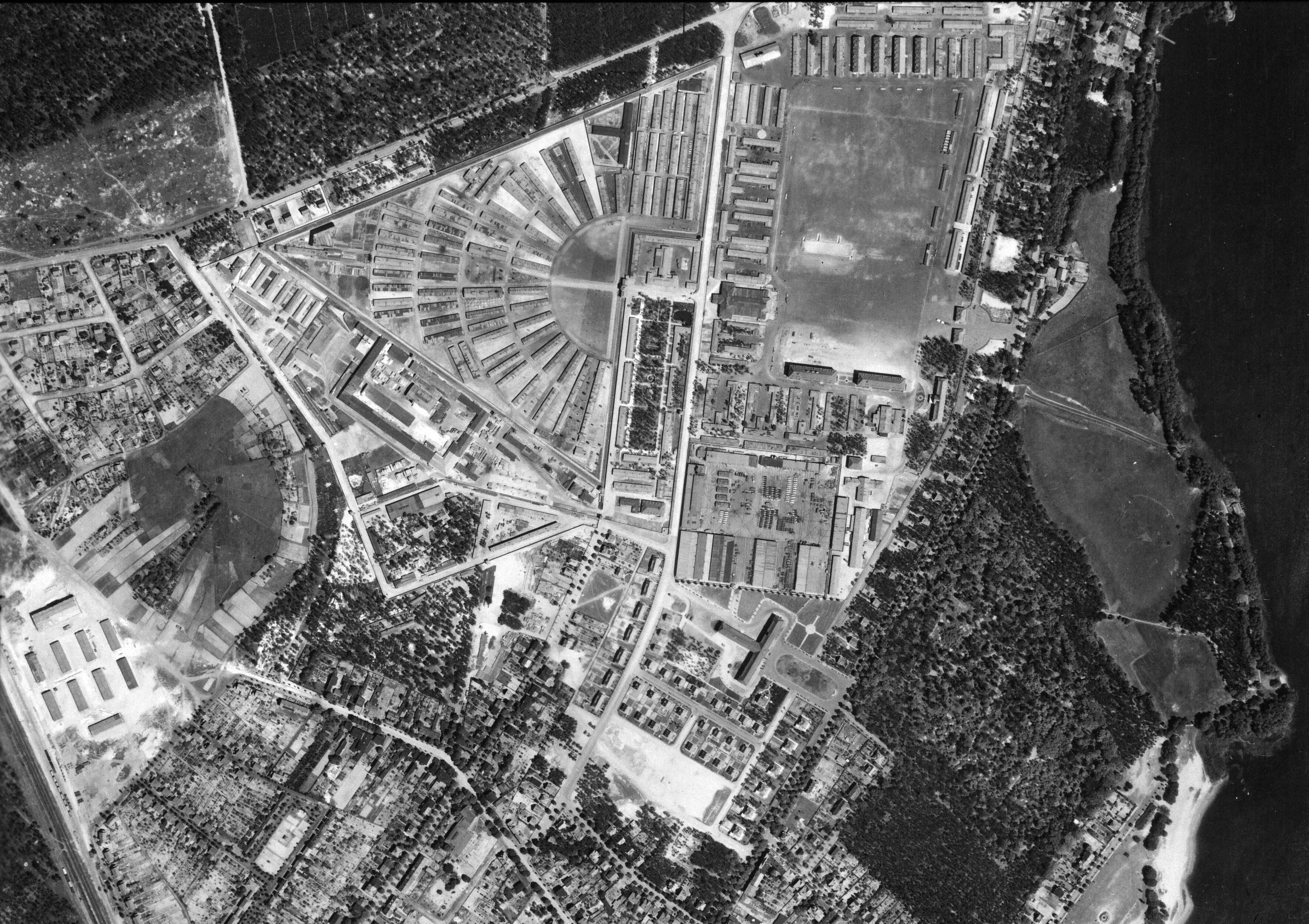
Photo aérienne du camp de concentration de Sachsenhausen, prise par la Royal Air Force en 1943.

Dès les premières esquisses, le camp de Sachsenhausen présente des particularités uniques, répondant au dessein de Eicke de construire un « camp modèle » répondant à une architecture démontrant la supériorité nazie. Les plans initiaux prévoient un plan triangulaire double. Le triangle intérieur correspond à la partie dévolue aux prisonniers : une tour de garde est placée au centre de la base du triangle, des baraques disposées en éventail selon des rayons partant de cette tour, une caserne disposée de manière transversale et qui agrandit la base de ce petit triangle. Un triangle plus grand, qui englobe le premier et dont la base doit contenir les bâtiments pour la SS, c'est-à-dire les pavillons d'habitation, le garage des véhicules militaires des SS, les locaux de la Kripo, et ceux de l'inspection des camps de concentration (IKL).

Le camp comprend également une prison : 

« Parmi les premières constructions, il y a le bloc cellulaire (Zellenbau), séparée du reste du camp par des barbelés, des palissades, un mur. Quatre-vingts cellules servent aux arrêts, qui comprennent trois degrés : les arrêts normaux, jusqu'à vingt-huit jours en cellule éclairée avec la ration normale ; les arrêts moyens, jusqu'à quarante-deux jours avec de la nourriture chaude seulement tous les trois jours ; les arrêts durs en cellule obscure, où le prisonnier ne peut ni s'asseoir ni se coucher durant toute la journée. »

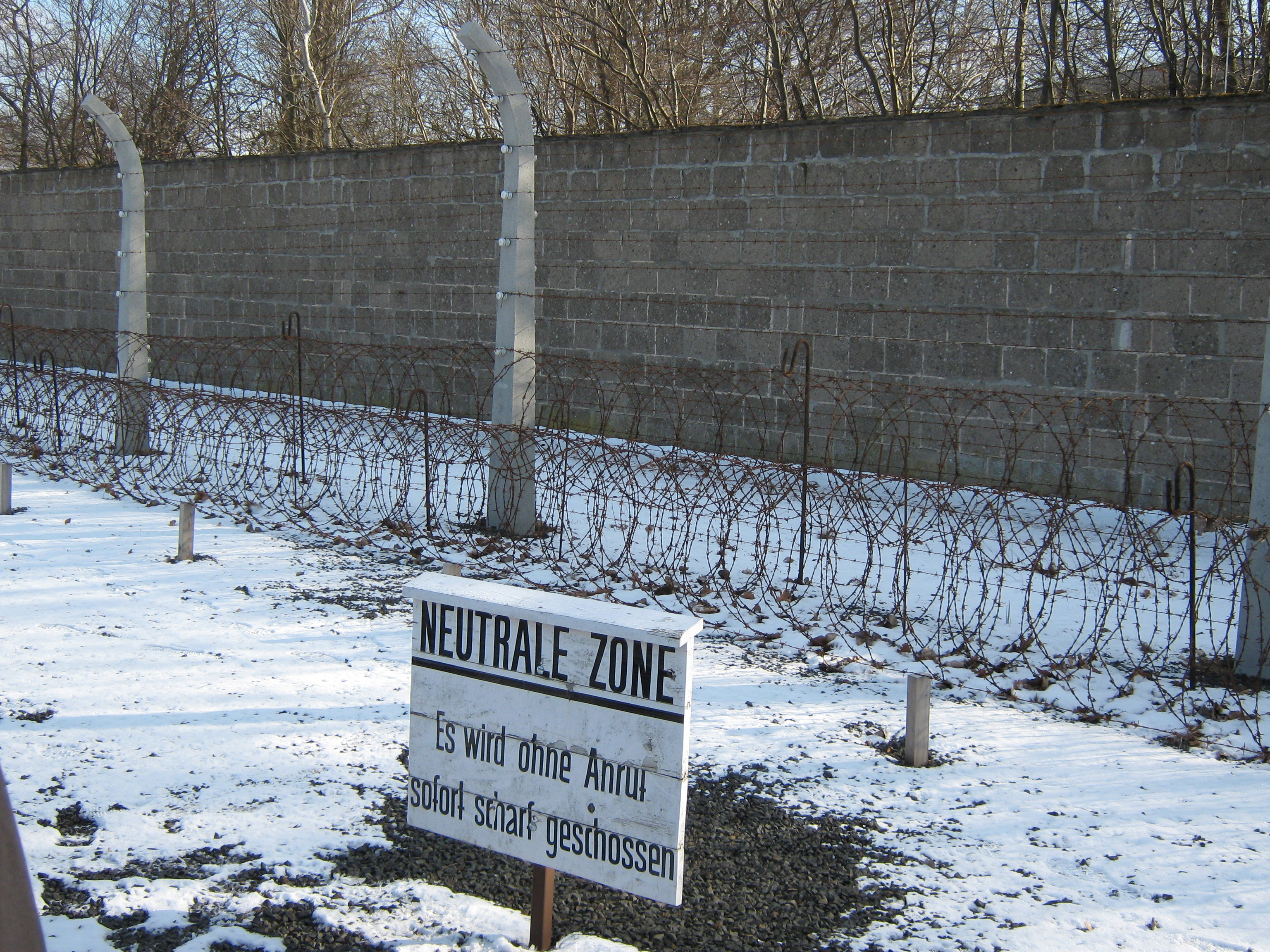
Zone neutre, reconstitution par le Mémorial.

La partie des prisonniers est ceinturée d'un mur de 2,70 m de haut, surmonté de fils électrifiés. Des miradors équipés de mitrailleuses et de projecteurs orientables sont disposés à intervalles réguliers. À deux mètres du mur, côté intérieur du triangle, un chemin de ronde est délimité par une barrière de fil barbelé électrifié. En allant toujours du mur vers l'intérieur, une bande de graviers est ceinturée de chevaux de frises : c'est la « zone neutre ». Dans cette zone, des panneaux indiquent en allemand « On tirera sans sommation », surmonté d'une tête de mort.

### Construction du camp
Les premiers prisonniers arrivent en juillet 1936, en provenance du camp de concentration d'Esterwegen (les fameux « soldats des marais »), puis de celui de Berlin-Columbia (ces camps sont alors en cours de dissolution). Sur ce premier millier de détenus, la moitié environ sont des prisonniers politiques, l'autre moitié, des condamnés de droit commun. Il y a également des « asociaux » et des homosexuels, arrêtés pour rendre Berlin plus présentable dans le cadre des Jeux Olympiques. L’amalgame de détenus politiques et de droit commun est une technique déjà éprouvée par l'administration nazie dans d'autres camps. Les SS chercheront en permanence à utiliser l'antagonisme des deux groupes dans l'administration parallèle des camps par les détenus. Le premier travail consiste d'abord à déboiser un triangle de 80 hectares dans la forêt domaniale. Les cadences de travail s'intensifient, la date de livraison des premières baraques étant fixée au 1er octobre. Les détenus couchent dehors, les premières baraques construites étant celles des gardiens SS.

« Il a fallu déboiser et porter des arbres de cinq à six mètres de long sur l'épaule au pas de course. Un SS était chargé d'accélérer la manœuvre : [...] lorsqu'un prisonnier passait devant lui, il sautait sur la couronne de l'arbre qui traînait à terre de sorte que, subitement freiné dans sa course [...], le prisonnier s'écroulait. »

— Bruno Strey, 1961, prisonnier politique allemand à Sachsenhausen à partir de 1936.
Près d'une centaine de bâtiments sont construits à la fin de l'année 1936, qui comprennent des baraques d'habitation et de travail (les « Blocks »), une caserne pour les SS, des garages, des pavillons pour les sous-officiers et officiers SS. En parallèle plusieurs transports ont lieu vers Sachsenhausen, notamment en provenance des camps de Sachsenbourg, Frankenbourg et Chemnitz, soit environ mille nouveaux prisonniers qui viennent grossir les rangs pour construire le camp.

### Années allemandes du camp

#### Premiers assassinats
Les premiers assassinats connus ont lieu à partir de novembre 1936. Le 10 novembre, un SS arrache le béret d'un prisonnier, le jette sur la clôture qui court de l'autre côté de la « zone interdite » et lui ordonne d'aller le rechercher. Le détenu est alors abattu, pour « tentative d'évasion » : il s'agit de Gustav Lampe, ancien député communiste au Reichstag. Au moins cinq autres assassinats sont attestés dans cette période : ceux de prisonniers incarcérés parce qu'ils étaient juifs, morts sous la torture entre décembre 1936 et février 1937 : Julius Burg, Benrhard Bishburg, Franz Reyerbach, Kurt Zeckendorf et le Dr Friedrich Weissler.

#### Construction de la prison
Les SS ordonnent la construction d'une prison en forme de T, devant accueillir 80 cellules, et séparée du camp par un mur, au début de l'année 1937. Cette prison est le lieu de diverses exactions : c'est là que les SS réalisent leurs interrogatoires utilisant les peines corporelles telles que la bastonnade, la pendaison au poteau, l'isolement dans une cellule sans lumière, etc. De nombreux prisonniers succomberont aux mauvais traitements.

« Les fesses meurtries par les coups étaient soignées avec des emballages de margarine mis de côté spécialement à cet effet. Néanmoins, il n'était pas rare que les gens meurent, les reins éclatés après avoir reçu le “traitement 25”. »

— Ab Nicolaas, 1995, déporté néerlandais à Sachsenhausen de 1941 à 1945
Le « traitement 25 », c'est l'administration au supplicié de 25 coups sur les fesses, alors qu'il est attaché à un chevalet de bastonnade (le « Bock »). Les coups peuvent être administrés soit par les SS, soit par des prisonniers de droit commun. Plus tard, les SS choisiront de réaliser les bastonnades non plus à la prison, mais sur la place d'appel, et de charger les déportés d'infliger eux-mêmes la peine à leurs codétenus. Se faire prendre à fumer dans le camp, avoir mal fait son lit ou avoir discuté pendant l'appel pouvait rendre passible du « traitement 25 » : la bastonnade est alors considérée par les SS comme la punition la plus légère dans l'échelle des sanctions.
La prison sert également à l'incarcération de personnages célèbres, comme le théologien Martin Niemöller, ou encore Georg Elser, auteur d'un attentat manqué contre Hitler en 1939. Après le déclenchement de la guerre, des hommes politiques des pays occupés ou des dirigeants nazis en disgrâce seront également détenus dans la prison. Le journaliste communiste hongrois Julius Alpari, arrêté à Paris en 1941, est fusillé au camp le 17 juillet de la même année.

#### Transfert de la compagnie disciplinaire
Il existe une compagnie disciplinaire depuis l'ouverture du camp. Cette compagnie est composée de détenus qui doivent être punis ou soumis à un « traitement renforcé » selon les SS ou les surveillants du camp. Ils sont alors affectés à des kommandos où le travail était particulièrement pénible. C'est la compagnie qui connaît le plus fort taux de mortalité. En mars 1938, la compagnie est transférée dans une « zone d'isolement », c'est-à-dire que les détenus sont regroupés dans des baraques entourées d'une rangée de barbelés à l'intérieur même du camp.

#### Inauguration d'une zone de quarantaine
À partir de 1938, les nouveaux arrivants passent plusieurs semaines à l'isolement, dans des baraques séparées du reste du camp par des barbelés. Les SS entassent ainsi dans les baraques 11,12, 35 et 36 des prisonniers juifs, homosexuels, sintis et roms, des repris de justice et des prisonniers du « service spécial de la Wehrmacht ».

#### Construction du camp annexe «Klinkerwerk»
Hitler a pour dessein de bâtir à Berlin une « capitale du monde », qui réunirait les peuples germaniques au sein du Reich : Germania. Pour ce faire, la SS ordonne la construction d'une briqueterie sur le canal Oder-Havel. Les déportés considèrent ce kommando comme une antichambre de la mort, car les assassinats y sont fréquents. Klinkerwerk prend le statut de camp annexe en 1941, lorsque les baraquements pour loger les prisonniers sont construits. Avant cela, il faut faire l'aller-retour tous les jours entre le « grand camp » de Sachsenhausen et le kommando. À partir de 1942 la force de travail des déportés est reconvertie à la production d'armement, notamment de grenades.

« J'ai fini par m'écrouler à force de porter des sacs de ciment. Bubi Krüger m'a donné un coup de crosse en plein dans la gueule — nez cassé, paumé toutes mes dents. »

— Heinz Wollmann, 1997, Juif allemand à Sachsenhausen en 1938/1939

## Tenue vestimentaire des prisonniers
Jusqu'à la fin de l'année 1938, les prisonniers sont habillés avec de vieux uniformes de la police ou de treillis gris. Pour les différencier des vrais uniformes, des bandes de peinture sont appliquées sur le devant et le dos de la veste, ainsi que sur les jambes du pantalon. Les sous-vêtements sont rapiécés et la plupart des détenus, n'ayant plus de chaussettes, s'entourent les pieds dans des bouts de chiffons, les fameuses « chaussettes russes ». En 1940, les chaussures sont remplacées par des socques à semelles de bois, appelés des « Holländer ».

### Introduction des triangles de couleur
À partir du printemps 1938, les SS instaurent un système permettant d'identifier immédiatement le motif de la présence au camp de chaque détenu : les prisonniers sont contraints de coudre des triangles de couleur sur leurs habits, pointe en bas, la couleur renvoyant aux diverses catégories établies. Il faut coudre le triangle au niveau de la poitrine et à gauche sur la veste, ainsi que sur le haut d'une jambe du pantalon. Les SS classifient souvent de manière arbitraire or, dans la mesure où ils traitent les groupes de détenus avec plus ou moins de brutalité, ces classements peuvent signifier la vie ou la mort. Au-dessous du triangle est cousue une bande de tissu blanc sur laquelle est peint ou cousu le numéro matricule du détenu.
Lorsque des prisonniers étrangers arrivent au camp, une ou plusieurs lettres sont ajoutées sur le triangle pour signifier la nationalité. Seuls les Allemands n'ajoutent pas de lettres. Par ailleurs, s'ils n'étaient ni juifs, ni sintis ou roms, les étrangers sont quasiment tous affublés d'un triangle rouge. En général, les déportés en provenance des pays occupés par l'Allemagne nazie, qui arrivent en masse au camp de Sachsenhausen après le début de la guerre, sont plus mal traités par les SS que les détenus allemands.

### Tenue de la Strafkompanie
Les déportés affectés à la compagnie disciplinaire portent en plus une croix jaune sur le dos de leur veste, ainsi que des points noirs ou rouges, au niveau du cœur, dans le dos et sur le pantalon, qui les signalent comme autant de cibles aux SS ou aux surveillants.

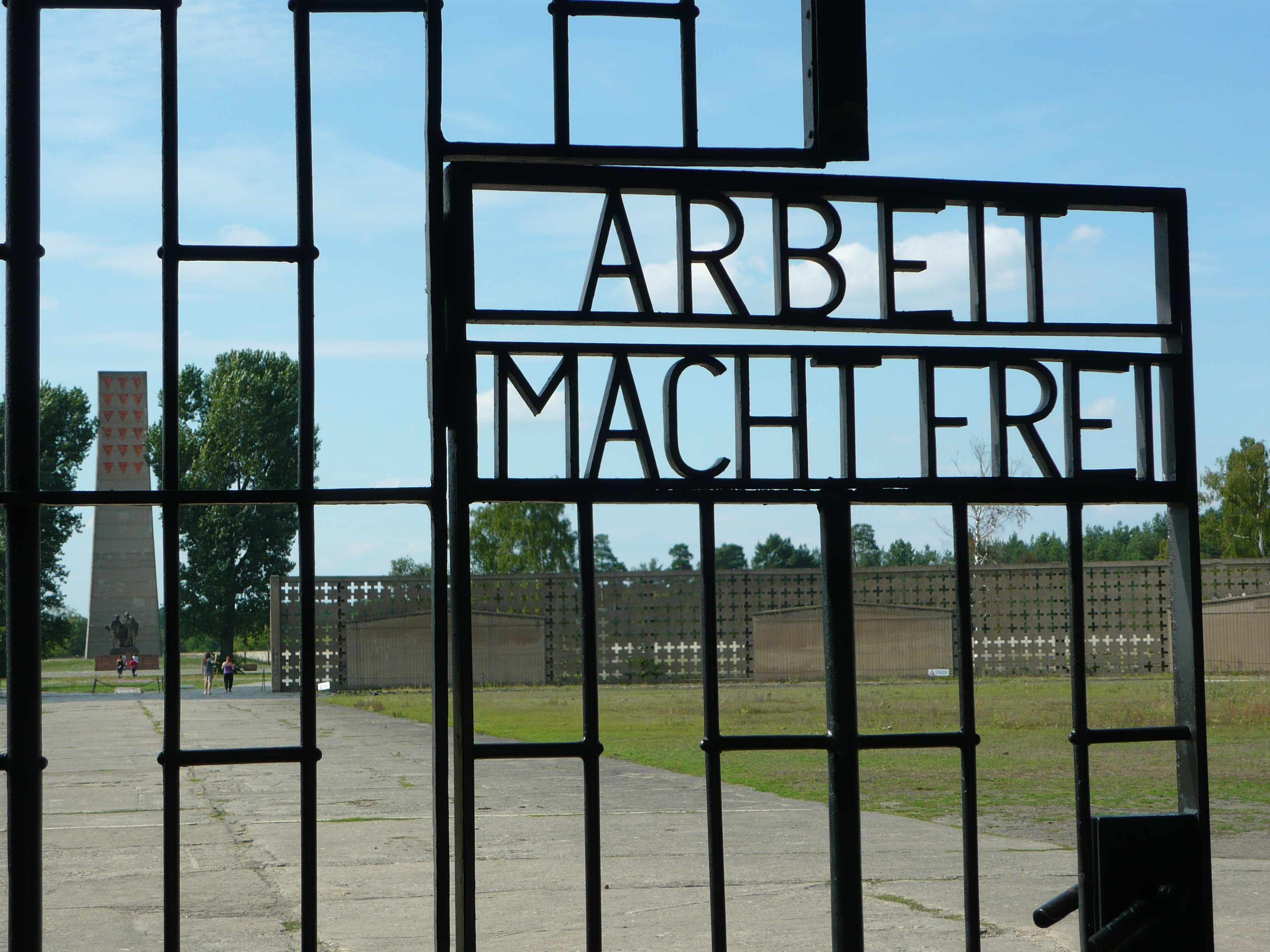
Entrée du camp de Sachsenhausen en 2010.
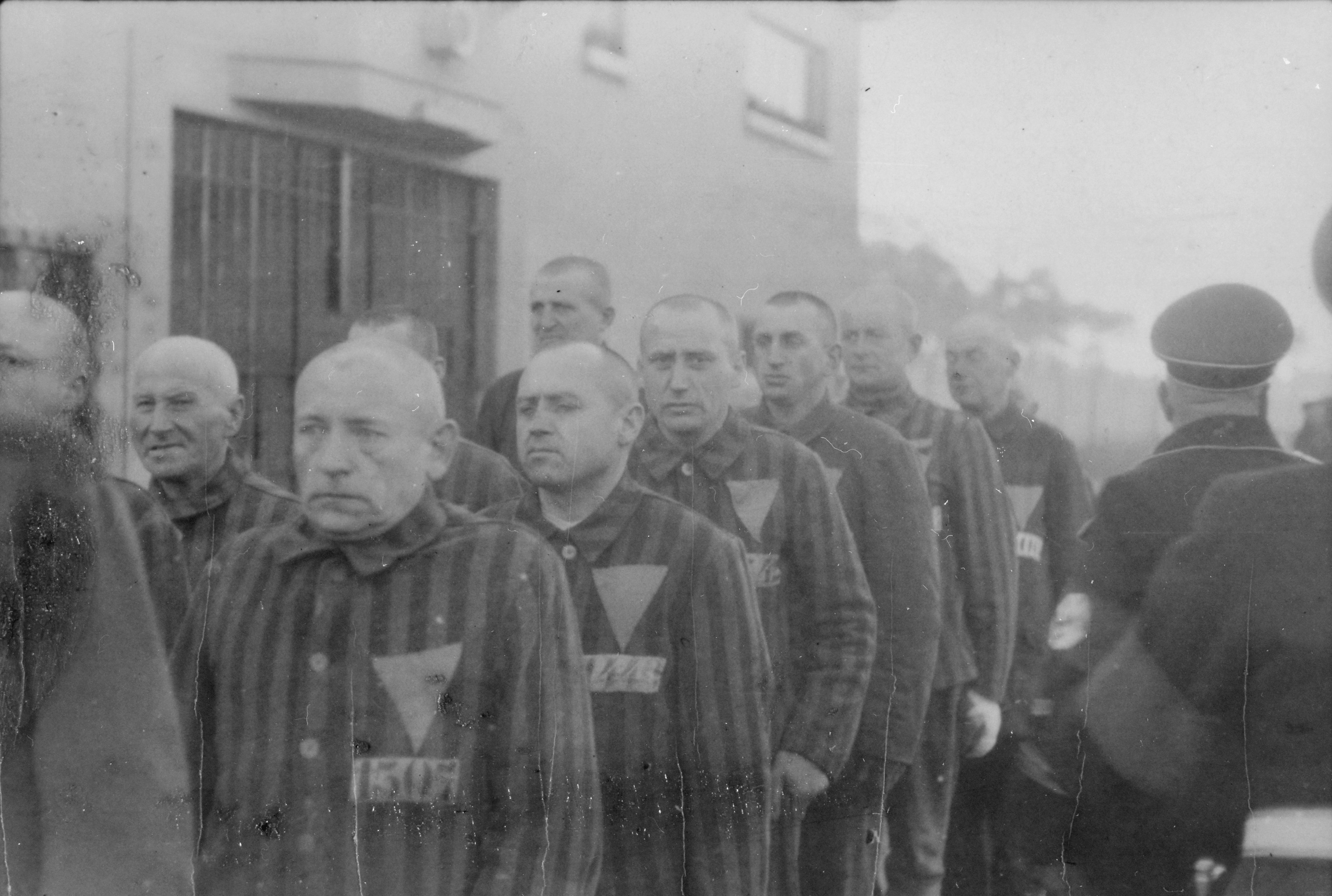
Déportés à Sachsenhausen en 1938.
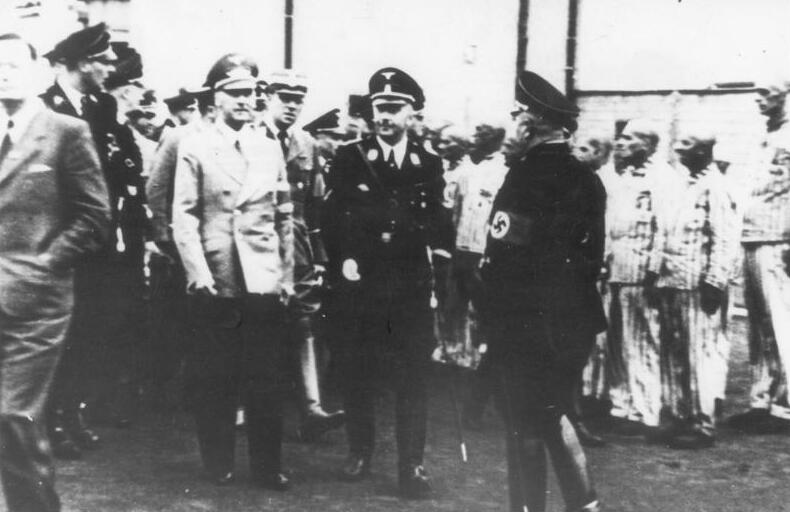
Heinrich Himmler (Reichsführer SS) en visite au camp de Sachsenhausen en 1936.

C'est dans ce camp que Heinrich Himmler installa son état-major et que l'inspection centrale des SS fit expérimenter ses méthodes d'extermination avant de les faire appliquer dans les autres camps : les camions à gaz destinés à l'Est ainsi que la « station Z » installation pour l'extermination par le gaz. 96 déportés juifs y sont assassinés.
Parmi les activités du camp, on trouve des ateliers destinés à découdre les vêtements et les chaussures des Juifs assassinés à Auschwitz et à Majdanek pour découvrir d'éventuels trésors cachés.

## Administration SS
Sachsenhausen a connu différents commandants et commandants intérimaires : 
- Juillet 1936 à juillet 1937 : Karl Otto Koch, SS-Standartenführer
- Août 1937 à juillet 1938 : Hans Helwig, SS-Oberführer
- Juillet 1938 à septembre 1939 : Hermann Baranowski, SS-Oberführer
- Septembre 1939 à mars 1940 : Walter Eisfeld, SS-Sturmbannführer
- Avril 1940 à août 1942 : Hans Loritz, SS-Oberführer
- Août 1942 au 22 avril 1945 : Anton Kaindl, SS-Obersturmbannführer puis SS-Standartenführer

## Déportés
En novembre 1938, à la suite de la Nuit de Cristal, près de 6 000 Juifs sont déportés dans le camp bientôt rejoints par d’autres. Ceux qui n'ont pas été libérés contre rançon sont déportés en octobre 1942. 
Mais on déportait essentiellement des prisonniers dits politiques ressortissants de nombreuses nationalités, y compris des résistants français.
Les déportés étaient utilisés pour l'effort de guerre des nazis et travaillaient alors dans des conditions extrêmement pénibles dans des petites unités souvent extérieures au camp principal et constituant des camps annexes, appelés kommandos. Outre des travaux de manufacture (menuiserie), certains déportés devaient réparer le matériel de guerre allemand. 
Un atelier de fausse monnaie y fut également installé à partir de l'été 1942. Le kommando de faussaires comprenait 29 détenus juifs au départ, mais passa ensuite à plus de 140. Il produisit environ 15 millions de livres sterling utilisées pour contourner le blocus anti-nazi. C'était l'opération Bernhard.
Au moins un millier d'homosexuels ont été déportés à Sachsenhausen au titre du paragraphe 175. Affectés aux deux commandos les plus durs (le commando disciplinaire Schuhläufer — marche forcée — et le commando extérieur Klinkerwerk - la briqueterie), ils connaissent une mortalité particulièrement élevée.
Il existait plus de cent Kommandos extérieurs dont l'usine-camp de construction Heinkel.

### Dignité des prisonniers
Face à la violence gratuite des SS, une « soirée chantante » est organisée le soir de Noël 1936 : les déportés se regroupèrent pour chanter « à en faire vibrer les murs », une manière de signifier qu'ils n'abdiquaient pas leur dignité.

## Après la guerre

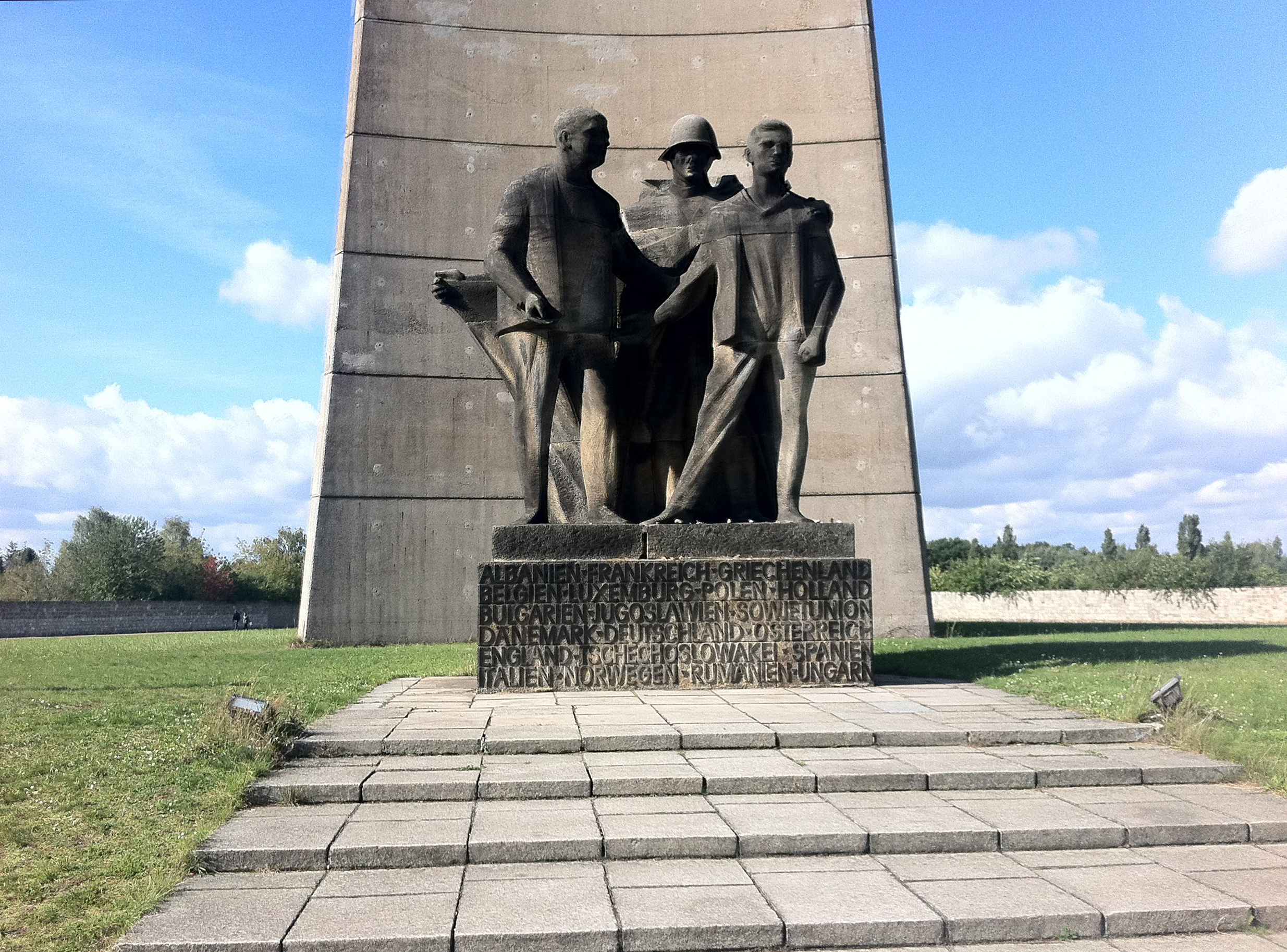
Mémorial.

Fin avril 1945, le camp fut libéré par l'Armée rouge. De nombreux prisonniers étaient morts entretemps au cours de l'une des nombreuses marches de la mort. Il restait environ 3 000 survivants au camp dont la moitié de femmes.
En août 1945, l'administration militaire soviétique (SMAD) utilisa le camp de concentration de Sachsenhausen en tant que camp spécial n° 7. Dans ce camp soviétique de prisonniers, ont été internés des sociaux-démocrates, des fonctionnaires nazis des niveaux inférieur et intermédiaire, des membres des forces armées, des adolescents soupçonnés d'avoir appartenu aux « Werwolfs », des opposants au nouvel ordre politique et des personnes arrêtées de manière arbitraire. Il existait en RDA au total 10 camps similaires, les Speziallager. En 1950, la RDA ferme le camp, rebaptisé camp spécial n° 1 en 1948,  dernier, encore en fonction, de ces camps spéciaux.  La Kasernierte Volkspolizei (précurseur de l'armée populaire nationale de la RDA) s'est octroyé le site la même année et en a utilisé une partie comme caserne.
On estime à 12 000 le nombre de morts lors de cette période, dues essentiellement aux épidémies et aux mauvaises conditions de détention.
Le camp, qui a été transformé en mémorial (Gedenkstätte), couvre une superficie de 600 hectares.

### Allemagne de l'Est - Site du mémorial national de Sachsenhausen (Nationale Mahn- u. Gedenkstätte Sachsenhausen)
En 1956, on a commencé à planifier l'adaptation du site du camp de concentration en tant que mémorial national. Celui-ci est inauguré quatre ans plus tard, le 23 avril 1961, par Walter Ulbricht, premier secrétaire du Parti socialiste unifié d'Allemagne (SED). Le premier directeur du nouveau « Lieu commémoratif national de Sachsenhausen » (Nationale Mahn- u. Gedenkstätte Sachsenhausen) est Christian Mahler, à l'époque, officier supérieur de police et qui, sous le régime nazi, avait été détenu à Sachsenhausen entre 1938 et 1943. Les plans prévoient la suppression de la plupart des bâtiments d'origine et la construction d'un obélisque, d'une statue et d'une zone de rencontre, reflétant les perspectives du gouvernement de l'Allemagne de l'Est de l'époque.
Outre les sites commémoratifs de Buchenwald et de Ravensbrück, le mémorial de Sachsenhausen, où se tenaient les célébrations officielles de la République démocratique allemande (RDA), était situé dans l'ancien camp de concentration. Il était contrôlé par le ministère de la Culture, et comme les sites commémoratifs nationaux de Buchenwald et de Ravensbrück, Sachsenhausen servait de lieu d'identification et de légitimation de la RDA.
Le gouvernement de l'Allemagne de l'Est a mis l'accent sur la souffrance des prisonniers politiques par rapport à celle des autres groupes détenus à Sachsenhausen. L'obélisque du mémorial contient dix-huit triangles rouges, symbole que les nazis donnaient aux prisonniers politiques, généralement des communistes. Il y a une plaque à Sachsenhausen construite en mémoire de la Marche de la mort. Cette plaque comporte une photo de prisonniers masculins mal nourris marchant, tous portant le triangle rouge du prisonnier politique.
S'appuyant sur des articles du journal Neues Deutschland, l'historienne Anne-Kathleen Tillack-Graf montre comment le site du mémorial national de Sachsenhausen a été instrumentalisé politiquement en RDA, notamment lors des célébrations de la libération du camp de concentration.

### L'Allemagne unifiée - Mémorial et musée de Sachsenhausen (Gedenkstätte und Museum Sachsenhausen)
Après la réunification allemande, l'ancien camp a été confié à une fondation qui a ouvert un musée sur le site. Ainsi, depuis 1993, le Gedenkstätte und Museum Sachsenhausen (mémorial et musée de Sachsenhausen) est responsable des expositions et des recherches sur l'histoire du camp. Le travail éducatif de l'institution se concentre sur l'histoire du camp de concentration d'Oranienburg, sur divers aspects de l'histoire du camp de concentration de Sachsenhausen, sur le camp spécial soviétique et sur l'histoire du mémorial lui-même.
Le musée présente des œuvres d'art créées par les détenus et un tas de dents en or de 30 centimètres de haut (extraites par les nazis ), des modèles réduits du camp, des photos, des documents et d'autres objets illustrant la vie dans le camp. Les bâtiments administratifs à partir desquels était géré l'ensemble du réseau allemand de camps de concentration, ont été préservés et peuvent également être vus.
Depuis 2015, le site du camp de Sachsenhausen, situé au 22, Strasse der Nationen à Oranienburg, est ouvert au public en tant que musée et mémorial. Plusieurs bâtiments et structures subsistent ou ont été reconstruits, notamment les tours de garde, l'entrée du camp, les fours crématoires et les baraquements du camp.

## Évolution de la population des détenus dans le complexe du camp de Sachsenhausen
Les "types" de population incarcérés dans le complexe de Sachsenhausen (c'est-à-dire kommandos compris) varient considérablement au cours des neuf années d'existence du complexe. Les graphiques ci-dessous présentent les principales évolutions, en réutilisant la classification des détenus établie par l'administration SS. Ils sont issus des travaux du Mémorial et musée de Sachsenhausen, présentés dans l'exposition dite « des cuisines »,.

### Définition des catégories
- Schutzhäftlinge : Personnes soumises à un « internement de protection » pour raisons politiques. En 1938, cette catégorie comprend les opposants politiques (c'est-à-dire principalement communistes, socialistes et syndicalistes allemands), les personnes persécutées pour leurs convictions religieuses (notamment les témoins de Jéhovah) et les homosexuels arrêtés par la Gestapo. À partir de 1939, on trouve également des prêtres catholiques et des pasteurs protestants, ainsi que les déportés d'origine polonaise et les étudiants tchèques. Au fur et à mesure de l'occupation de nouveaux territoires par les nazis, cette section comprend des résistants de plusieurs nationalités, dont près de deux mille Français au début de l'année 1943, ainsi que les Polonais déportés après l'insurrection de Varsovie en 1944.
- Vorbeugungshäftlinge : Personnes soumises à un « internement de protection » pour raisons de droit commun. Cette catégorie désigne en fait les récidivistes de droit commun coupables de divers crimes ou délits. Les homosexuels arrêtés par la Kripo font également partie de cette catégorie. À partir de fin 1939 elle est appelée « BV », c'est-à-dire befristete Vorberbeugungshäftlinge ou Berufverbrecher. Deux cents douaniers polonais de Dantzig arrivés au camp fin 1939 sont classés dans cette section.
- Réfractaires au travail : Catégorie hétérogène dans laquelle sont regroupés les indigents, les personnes sans domicile fixe, les alcooliques, les divorcés qui ne paient pas la pension alimentaire à leur conjoint, des grévistes, ainsi que des personnes ayant démissionné de leur emploi. En 1938, plus de 400 Sintis et Roms et près de 800 Juifs sont également classés dans cette catégorie. À partir de 1939, elle est rebaptisée « Asociaux ».
- Juifs : Cette catégorie apparaît en novembre 1938, consécutivement à la nuit de Cristal. Les lois de Nuremberg donnent les critères permettant de discriminer quels citoyens allemands doivent être considérés comme Juifs. En 1939, on compte dans cette section un millier de personnes juives originaires de Pologne et d'Europe de l'Est.
- Étudiants de la Bible : Témoins de Jéhovah
- Service spécial de la Wehrmacht (SAW) : Dans cette catégorie sont classés les soldats ayant déserté ou refusé d'obéir, transférés à Sachsenhausen après la dissolution des unités disciplinaires de la Wehrmacht.
- Travailleurs civils russes : Déportés du travail venant de l'Union soviétique ayant essayé de s'évader ou ayant commis des infractions dans les usines où ils travaillaient.
- Polonais : Bien que Schutzhäftlinge, l'administration SS les classe à part jusqu'en janvier 1944.
- Prisonniers de guerre soviétiques : soldats de l'Armée Rouge.
- Divers : Catégorie qui regroupe des Allemands ayant émigré ainsi que des soldats de la SS punis pour diverses raisons, puis des Témoins de Jéhovah et des homosexuels en 1939. À partir de 1942 elle comprend les personnes qui ont reçu pour sanction « l'extermination par le travail » et des républicains espagnols.

### Populations incarcérées

#### 1938
| Schutzhäftlinge        | 1 721 |
| Vorbeugungshäftlinge   | 1 162 |
| Réfractaire au travail | 0     |
| Juifs                  | 0     |
| Divers                 | 93    |
| Total                  | 2 976 |

| Schutzhäftlinge        | 1 739 |
| Vorbeugungshäftlinge   | 1 175 |
| Réfractaire au travail | 6 221 |
| Juifs                  | 0     |
| Divers                 | 93    |
| Total                  | 9 228 |

| Schutzhäftlinge        | 1 736  |
| Vorbeugungshäftlinge   | 902    |
| Réfractaire au travail | 4 854  |
| Juifs                  | 6 471  |
| Divers                 | 93     |
| Total                  | 14 062 |

#### 1939
| Schutzhäftlinge                 | 1 322 |
| Vorbeugungshäftlinge/BV         | 3 315 |
| Asociaux                        | 964   |
| Juifs                           | 247   |
| Etudiants de la Bible           | 367   |
| Service spécial de la Wehrmacht | 0     |
| Divers                          | 348   |
| Total                           | 6 563 |

| Schutzhäftlinge                 | 4 854  |
| BV                              | 3 625  |
| Asociaux                        | 1 452  |
| Juifs                           | 1 332  |
| Etudiants de la Bible           | 412    |
| Service spécial de la Wehrmacht | 166    |
| Divers                          | 346    |
| Total                           | 12 187 |

#### 1943
| Schutzhäftlinge              | 7 264  |
| BV                           | 1 509  |
| Asociaux                     | 826    |
| Travailleurs civils russes   | 7 169  |
| Polonais                     | 4 993  |
| Prisonniers de guerre russes | 857    |
| Divers                       | 788    |
| Total                        | 23 408 |

#### 1945
| Schutzhäftlinge               | 27 627 |
| BV                            | 1 891  |
| Camp des femmes               | 13 303 |
| Travailleurs civils étrangers | 13 659 |
| Prisonniers de guerre russes  | 732    |
| Juifs                         | 10 983 |
| Divers                        | 1 660  |
| Total                         | 69 855 |

## Liste des personnalités connues déportées du camp de Sachsenhausen
- Gyula Alpári, homme politique communiste hongrois
- Pierre d'Alcantara de Querrieu, résistant belge
- Stepan Bandera, homme politique ukrainien
- Robert Bernadac, commissaire de police, résistant français, père de Christian Bernadac
- Jean Borotra, joueur de tennis français
- Salah Bouchafa, résistant algérien
- Georges Bruhat, physicien français
- Yvon Delbos, homme politique français, ancien ministre
- August Dickmann, témoin de Jéhovah allemand, premier objecteur de conscience exécuté
- Iakov Djougachvili, fils aîné de Joseph Staline
- Elvira Eisenschneider, résistante allemande
- Georg Elser, résistant allemand qui faillit assassiner Hitler en 1939, transféré à Dachau en 1942, il y fut exécuté en avril 1945.
- Paul Gerlach, ancien député social-démocrate allemand et ancien membre du Reichsbanner Schwarz-Rot-Gold
- Herschel Grynszpan, juif polonais, assassin d'Ernst vom Rath, conseiller de l'ambassade d'Allemagne à Paris en 1938
- Innocent Guz, prêtre franciscain polonais, y est tué.
- Juraj Herz, cinéaste slovaque
- Paul-Émile Janson, ancien premier ministre belge
- Josef Kohout (en), déporté homosexuel
- Francisco Largo Caballero, chef du gouvernement de la République espagnole au début de la guerre d'Espagne, arrêté en France.
- Henri Levée, joueur français international de rugby
- Martin Luther, diplomate nazi
- Georges Mandel, homme politique français
- Paul O'Montis, chanteur et humoriste allemand.
- Conchita Ramos, républicaine espagnole et résistante en France.
- Max Reimann, dirigeant communiste allemand.
- Paul Reynaud, homme politique français
- Erika Riemann, auteur allemande (déportée en 1945 au Camp de prisonniers N°7)
- Pierre Roland-Lévy, magistrat français.
- Stefan Rowecki, général polonais, assassiné au camp.
- Kurt Schuschnigg, ancien chancelier d'Autriche
- Horia Sima, dirigeant d'extrême-droite roumain
- Hanna Solf, résistante allemande, du cercle Solf
- Pierre Mittaud, résistant de la Manufacture de Châtellerault, agent de liaison du réseau Libé-Nord FFI « Marie-Odile » et du réseau OS-FTP (Châtellerault-France)[réf. nécessaire]

## Livres en français
- Amicale d'Oranienburg-Sachsenhausen, Sachso : au cœur du système concentrationnaire nazi (Biographie), Paris, Minuit/Plon, coll. « Terre humaine », 1982, 617 p. (ISBN 978-2-259-00894-5, OCLC 21331375)
- Jean Bezaut, Oranienbourg, 1933-1935, Sachsenhausen, 1936-1945 : étude, Maulévrier, France, Hérault, 1989, 366 p. (ISBN 978-2-903851-71-2)
- Le camp de concentration de Sachsenhausen 1936-1945 : Chronologie et évolution [« Das Konzentrationslager Sachsenhausen 1936-1945: Ereignisse und Entwicklungen »], Berlin, Metropol Verlag, coll. « Schriftenreihe der Stiftung Brandenburgische Gedenkstätten » (no 44), 2013, 1re éd., 192 p. (ISBN 978-3-86331-142-1, OCLC 865165737)
- Gerhart Seger (trad. de l'allemand), Oranienbourg 1933, Grenoble, La pensée sauvage, 1984, 127 p. (ISBN 2-85919-048-1)
  - C'était la nuit, Pedro Martin résistant déporté, éditions Cahier du temps, 2014, 160 pages.  (ISBN 978-2-35507-062-4)
    -       - Christian Bernadac, Le Rouge-gorge : le dernier camp (Biographie), Montréal, Éditions Sélect, coll. « G1261 », 1981 (1re éd. 1980), 242 p. (ISBN 978-2-89132-260-7, OCLC 851048896)